# Pisonia grandis

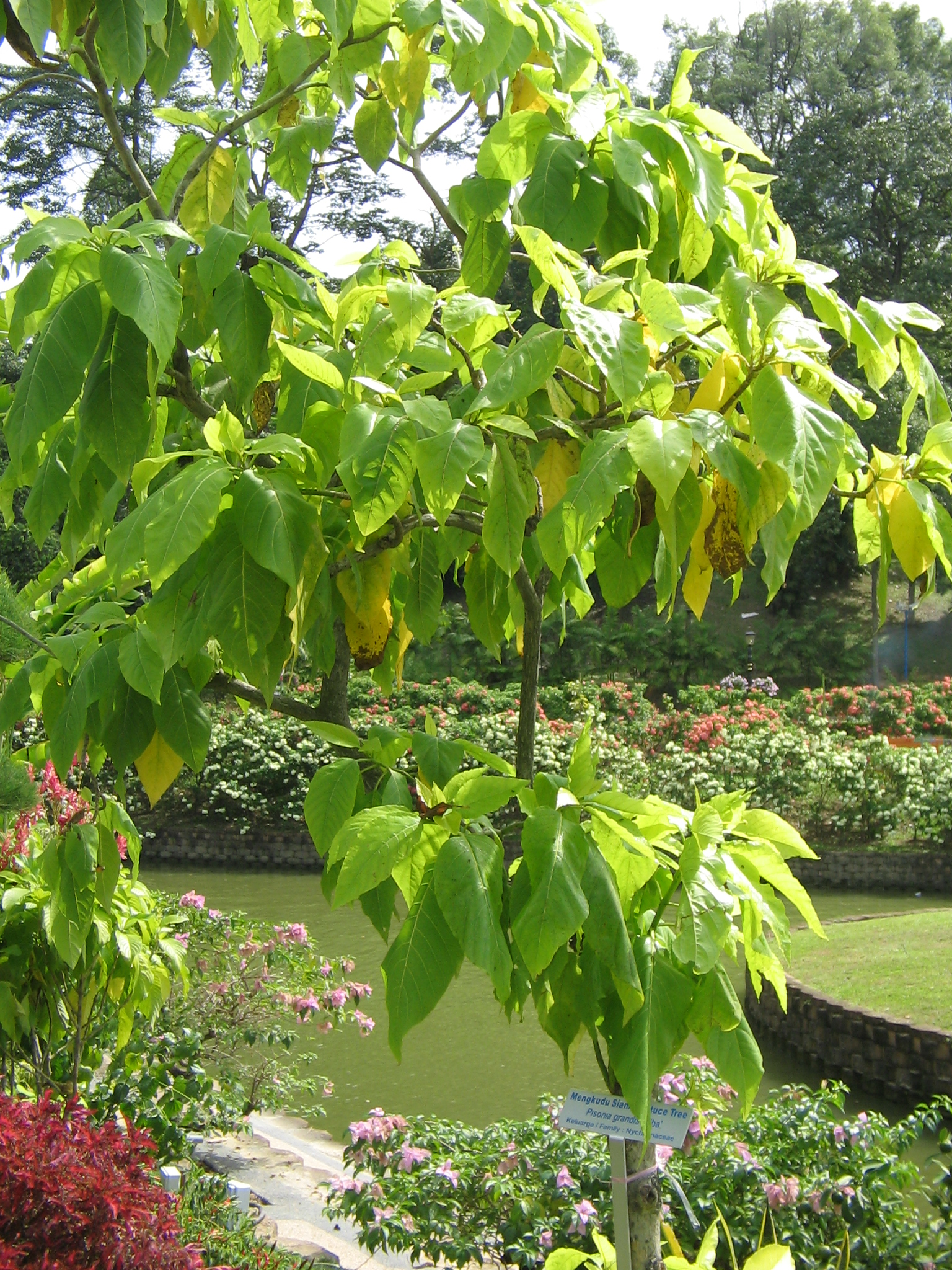
Pisonia grandis in un parco cittadino in Malaysia.

Pisonia grandis R.Br., 1810 è una pianta da fiore della famiglia delle Nictaginacee.

## Descrizione
L'albero ha foglie ampie e sottili, scorza liscia e produce grappoli di fiori verdi gradevolmente profumati che maturano in semi appiccicosi e pungenti.
La disseminazione ha luogo quando i semi si attaccano alle piume di uccelli.
La propagazione vegetativa si verifica frequentemente quando i germogli di rami caduti o polloni si sviluppano in nuovi alberi.

## Distribuzione e habitat
Gli alberi di Pisonia sono distribuiti ovunque nelle isole coralline degli oceani Indiano e Pacifico. Le specie spesso dominano la vegetazione delle isole coralline, crescendo in fitti, spessi trefoli e raggiungendo altezze anche di 20 metri. Il legno della pisonia è piuttosto debole e soffice e marcisce rapidamente quando l'albero cade.
Le foreste di Pisonia sono siti comuni per i nidi di uccelli marini. Una delle migliori foreste di Pisonia rimaste è quella dell'atollo di Palmyra.
L'Isola di St. Pierre, nel gruppo Farquhar, era una volta coperta da una foresta di Pisonia grandis, che scomparve tra il 1906 e il 1972 a causa della ricerca del guano che provocò la distruzione della vegetazione.

## Usi
Le foglie sono tradizionalmente utilizzate come verdura in alcuni paesi. Esse facevano parte della cucina delle Isole Maldive in piatti quali il mas huni.